# Кустовський Олексій Павлович
Кустовський Олексій Павлович (11.03.1971 рік, м. Київ) — український художник-графік, відомий український карикатурист, із 2005 року — Член Асоціації карикатуристів України, із 2010 року — член Національної спілки журналістів України.

## Біографія
Олексій Павлович Кустовський народився 11 березня 1971 року у місті Київ. За освітою — учений агроном, навчався у Київському Національному аграрному університеті за спеціальністю «агрономія». Закінчив аспірантуру при Національному ботанічному саду ім. М. Гришка, там же пропрацював 10 років у відділі акліматизації рослин. З 2004 року — завідувач відділу ілюстрацій редакції парламентської газети «Голос України». Одружений, має доньку і сина.
Член Національної спілки журналістів України.

## Творчість
Автор переважно політичних карикатур. Перша карикатура Кустовського була надрукована у 1998 році. Від того часу постійно друкується в українській та іноземній періодиці. Співпрацював із українськими виданнями: газета «День», журнали — «Тиждень», «Україна», «Книжник — Review» та іноземними: тижневик «Дума» (Болгарія), журнал «Energivärlden» (Швеція), газета «Charlie Hebdo» (Франція) та газета «Berlingske» (Данія).,.
Олексій Павлович Кустовський має понад 50 міжнародних нагород у 17 країнах: Україна, Росія, Китай, Південна Корея, Сирія, Польща, Сербія, Македонія, Німеччина, Туреччина, Італія, Іспанія, Румунія, Азербайджан, Болгарія, Словаччина, Хорватія.
Постійний Переможець Всеукраїнського конкурсу карикатур:
- І-е місце — 2003 рік;
- І- е місце — 2010 рік.

Переможець міжнародних конкурсів карикатур:
- золоті медалі — Нанкін, Китай, 2003 рік; Баку — 2010 рік; Сучаві, Румунія — 2012 рік.
- перші премії — Ольштин, Польща — 2009 рік; Софія — 2010 рік; Стамбул та Пірасікабі, Бразилія — 2012 рік; Анапа, РФ — 2012 рік.

У 2011 році на шостому Міжнародному бієнале карикатури у місті Пловдив, Болгарія, отримав звання «Майстер карикатури». Був членом журі міжнародних конкурсів карикатури у Польщі, Румунії, Туреччині, Китаї, Росії.
Автор багатьох персональних виставок:
- Пісек, Чехія — 2010 рік,
- Пряшів, Словаччина — 2016,
- Полтава, Україна — 2017,
- Адана, Туреччина — 2017,
- Кремниця, Словаччина — 2018, 2022,
- Ольштин, Польща — 2022.

З 2014-го по 2022 рік співпрацював як політичний карикатурист з українською редакцією «Радіо Свобода». На тему війни почав малювати з 2013 року, коли почався Євромайдан, потім воєнні дії на Донбасі. Авторська техніка художника передбачає поєднання «ручної» графіки з комп'ютерною і є дуже трудомісткою — багато ліній, фігур, персонажів, копіткий графічний стиль. З початком російсько — української війни Олексій Кустовський — автор багатьох графічних робіт у жанрі графічного гумору, сатири, іронії. Категорично відмовляється співпрацювати із країнами, які у російсько-українській війні зайняли проросійську позицію (Сирія, Іран, росія і т. ін.). Творець героїчних образів українських воїнів. Класичний образ козака-характерника художник поєднує з сучасним воєнним наративом, де козак воює не шаблею, а потужною західною зброєю.
З початку російсько-української війни учасник виставки українських художників «Ціна перемоги — життя» на підтримку України(Каунас, Литва) .
Автор персональної віртуальної виставки «Рефлексії війни» (пропозиція Полтавського художнього музею імені Миколи Ярошенка) .